# ZooKeys
ZooKeys是一本經過同行評審的開放式科學期刊，涵蓋動物學分類學，系統發育和生物地理學。它成立於2008年，主編是Terry Erwin（史密森學會）。由Pensoft Publishers發行。
ZooKeys在發布之日向《生命百科全書》提供了所有新的分類單元。

## 外部連結
- 官方网站
- 维基共享资源上的相關多媒體資源：ZooKeys
- 維基物種上的相關：ZooKeys